# غابور كيس
غابور كيس (بالمجرية: Kis Gábor)‏ هو لاعب كرة الماء مجري، ولد في 27 سبتمبر 1982 في بودابست في المجر.

## وصلات خارجية
- غابور كيس على موقع الاتحاد الدولي للسباحة (الإنجليزية)
- غابور كيس على موقع الاتحاد المجري لكرة الماء (الهنغارية)
- غابور كيس على موقع اللجنة الأولمبية الدولية (الإنجليزية)
- غابور كيس على موقع أوليمبيديا (الإنجليزية)
- غابور كيس على موقع اللجنة الأولمبية المجرية (الهنغارية)